# Черњаго
Черњаго (итал. Cergnago) је насеље у Италији у округу Павија, региону Ломбардија.
Према процени из 2011. у насељу је живело 718 становника. Насеље се налази на надморској висини од 104 м.

## Становништво
Према резултатима пописа становништва 2011. у општини је живело 754 становника.
| 1936. | 1951. | 1961. | 1971. | 1981. | 1991. | 2001. | 2011. |
| ----- | ----- | ----- | ----- | ----- | ----- | ----- | ----- |
| 1.319 | 1.348 | 1.229 | 923   | 749   | 730   | 764   | 754   |